# Anton Gregorčič
Anton Gregorčič (2. ledna 1852 Vrsno – 7. března 1925 Gorizia) byl rakouský římskokatolický kněz a politik slovinské národnosti, na konci 19. a počátku 20. století poslanec Říšské rady.

## Biografie
Vystudoval gymnázium a bohoslovectví v Gorici. Roku 1875 byl vysvěcen na kněze a roku 1879 získal na Augustineu ve Vídni titul doktora teologie. Od roku 1880 byl profesorem na kněžském semináři v Gorici. Byl aktivní i politicky. Stal členem politického spolku Sloga. Od roku 1885 byl poslancem Zemského sněmu Gorice a Gradišky. Byl i členem zemské rady, náměstkem hejtmana a členem sněmovních výborů. Zasloužil se o rozvoj národních práv Slovinců v regionu Gorice. Založil zde slovinskou ústřední spořitelnu, tiskárnu a spolek na podporu slovinského školství. Patřil mezi zakladatele Slovinské lidové strany.
Na konci 19. století se zapojil i do celostátní politiky. Ve volbách do Říšské rady roku 1891 získal mandát v Říšské radě (celostátní zákonodárný sbor) za kurii venkovských obcí, obvod Gorice, Tolmin, Sežana atd. Za týž obvod byl zvolen i ve volbách do Říšské rady roku 1897. Ve volbách do Říšské rady roku 1901 uspěl za všeobecnou kurii, obvod Gorice, Tolmin, Cerkno atd. Mandát obhájil i ve volbách do Říšské rady roku 1907, konaných poprvé podle všeobecného a rovného volebního práva, kdy byl zvolen za obvod Gorice a Gradiška 6. Byl členem poslanecké frakce Slovinský klub. Opětovně byl za tento obvod zvolen i ve volbách do Říšské rady roku 1911. K roku 1907 se profesně uvádí jako profesor teologie. Mandát obhájil za týž obvod i ve volbách do Říšské rady roku 1911. Nyní usedl do frakce Chorvatsko-slovinský klub. V parlamentu setrval do zániku monarchie.
Funkce v zemském sněmu Gorice a Gradišky zastával až do roku 1922, kdy byla pod italskou správou zrušena samospráva tohoto regionu.